# Antonio Montes Vico
Antonio Montes Vico (Sevilla, 20 de diciembre de 1876-México, 17 de enero de 1907) fue un torero español precursor del toreo de Juan Belmonte.

## Biografía
Nació en la calle Pureza del barrio de Triana, tomó la alternativa en la plaza de toros de la Maestranza de Sevilla el 4 de mayo de 1896.[cita requerida] Confirmó la alternativa en Madrid el 11 de mayo de 1899.[cita requerida]
Torero serio que sin embargo no pudo triunfar en España, tuvo que irse a hacer las Américas. En México fue todo un ídolo.
Sufrió una cogida en el glúteo mientras toreaba en México, asestada por el toro Matajacas de la ganadería de Tepeyahualco, el 13 de enero de 1907 en la vieja Plaza México.

## Las tres muertes
El torero es operado en la enfermería de la plaza y más tarde llevado al hotel Edison. Desgraciadamente falleció cuatro días después como consecuencia de complicaciones de la herida.
El cuerpo de Antonio Montes se traslada al panteón español de México para ser velado y de forma fortuita un cirio cae en el velatorio quemando el féretro y calcinando al Torero.
Lo que queda del cuerpo se lleva al puerto para trasladarlo a Sevilla, pero la cuerda que lo sujetaba se rompe y su cuerpo choca contra el malecón del puerto.
Llegando a Sevilla el barco choca y está a punto de zozobrar.
Sin más contratiempo la familia pudo darle cristiana sepultura.
- Datos: Q2857369